# Simon Cziommer
Simon Cziommer (ur. 6 listopada 1980 w Nordhorn) – piłkarz niemiecki grający na pozycji środkowego pomocnika.

## Życiorys
Cziommer urodził się w niemieckim mieście Nordhorn, leżącym w Dolnej Saksonii tuż przy granicy z Holandią. Piłkarską karierę rozpoczynał w małym zespole FC Schüttorf 09, ale profesjonalną rozpoczął w tym drugim kraju, w odległym o 25 km Enschede, w tamtejszym klubie FC Twente. W Eredivisie zadebiutował 26 marca 2000 w wygranym 4:2 meczu z FC Utrecht. Przez pierwsze 3 sezony miał jednak trudności z przebiciem się do podstawowego składu i dopiero w sezonie 2002/2003 w końcu stał się zawodnikiem pierwszej jedenastki i zdobył wówczas 5 goli dla drużyny Twente.
Po sezonie przeszedł za 600 tysięcy euro do FC Schalke 04. W Bundeslidze rozegrał jednak tylko 2 mecze (z Borussią Dortmund oraz 1. FC Köln), a także 5 w Pucharze Intertoto. W Schalke nie sprawdził się i jeszcze zimą 2004 wrócił do Twente na wypożyczenie. Spędził tam nie tylko rundę jesienną sezonu 2003/2004, ale także cały sezon 2004/2005, w którym jednak nie miał miejsca w składzie zespołu. Latem 2005 Cziommer wrócił do Schalke, ale nie rozegrał żadnego meczu w pierwszym zespole i w styczniu 2006 został wypożyczony do Rody JC Kerkrade, w której odzyskał formę i w 15 meczach zdobył aż 8 bramek. Jego postawa została doceniona przez trenera AZ Alkmaar, Louisa van Gaala, który namówił Cziommera do przejścia do AZ. Od początku sezonu 2006/2007 Simon był zawodnikiem tego zespołu i zdołał z nim już dojść do ćwierćfinału Pucharu UEFA, a pod na koniec zajął 3. miejsce w Eredivisie.
Latem 2008 roku Cziommer został wypożyczony z Alkmaaru do FC Utrecht, w którym grał przez rok w pierwszym składzie. W 2009 roku podpisał kontrakt z austriackim Red Bull Salzburg. W 2012 roku został zawodnikiem SBV Vitesse, a w 2013 Heraclesa Almelo. W 2015 roku zakończył karierę.
| Sezon   | Klub              | Kraj     | Rozgrywki  | Mecze | Bramki |
| ------- | ----------------- | -------- | ---------- | ----- | ------ |
| 1999/00 | FC Twente         | Holandia | Eredivisie | 3     | 0      |
| 2000/01 | FC Twente         | Holandia | Eredivisie | 6     | 1      |
| 2001/02 | FC Twente         | Holandia | Eredivisie | 15    | 3      |
| 2002/03 | FC Twente         | Holandia | Eredivisie | 31    | 5      |
| 2003/04 | FC Schalke 04     | Niemcy   | Bundesliga | 2     | 0      |
| 2003/04 | FC Twente         | Holandia | Eredivisie | 13    | 3      |
| 2004/05 | FC Twente         | Holandia | Eredivisie | 13    | 1      |
| 2005/06 | FC Schalke 04     | Niemcy   | Bundesliga | 0     | 0      |
| 2005/06 | Roda JC Kerkrade  | Holandia | Eredivisie | 15    | 8      |
| 2006/07 | AZ Alkmaar        | Holandia | Eredivisie | 18    | 6      |
| 2007/08 | AZ Alkmaar        | Holandia | Eredivisie | 20    | 2      |
| 2008/09 | FC Utrecht        | Holandia | Eredivisie | 24    | 2      |
| 2009/10 | Red Bull Salzburg | Austria  | Bundesliga | 26    | 6      |
| 2010/11 | Red Bull Salzburg | Austria  | Bundesliga | 26    | 5      |
| 2011/12 | Red Bull Salzburg | Austria  | Bundesliga | 18    | 0      |
| 2012/13 | SBV Vitesse       | Holandia | Eredivisie | 21    | 1      |
| 2013/14 | Heracles Almelo   | Holandia | Eredivisie | 25    | 2      |
| 2014/15 | Heracles Almelo   | Holandia | Eredivisie | 26    | 0      |